# Baktun

Cara del Baktun en la estela C de Quiriguá

El baktún es la unidad más larga del sistema calendárico maya conocido como cuenta larga. Equivale a 144 000 días, unos 394 años.

## Definición
Así como el calendario gregoriano cuenta series de años conocidas como lustros, décadas, siglos y milenios, el calendario maya contaba series de veinte años, debido a su sistema de numeración maya era vigesimal o de base 20, llamadas cada una katún y series de 20 katunes (400 tun = 394,3 años), llamadas baktún.
De acuerdo con este calendario, el 21 de diciembre de 2012 es el día siguiente al último día del baktún.
- 0 = kin (día)
- 0 de 20 = uinal (día)
- 0 de 360 = tun (día)
- 0 de 7200 = katún (día)
- 0 de 144 000 = baktún (día)

## Relación con medidas de órdenes superiores
Según la notación maya, 13.0.0.0.0 corresponde al 31 de agosto del año 3114 antes del nacimiento de Cristo. Luego de terminado el baktún 13, la cuenta de baktunes vuelve a empezar (1.18.5.3.7 es equivalente al 23 de octubre del 2360 AC, demostrando que la cuenta de baktunes fue reiniciada). Esto significa que 14 baktunes tienen que pasar para que el conteo se reinicie. Los baktunes se reiniciarán una vez más una vez termine el decimotercer baktún.